# Liste der Monuments historiques in Vaux-sur-Seine
Die Liste der Monuments historiques in Vaux-sur-Seine führt die Monuments historiques in der französischen Gemeinde Vaux-sur-Seine auf.

## Liste der Bauwerke
| Bezeichnung               | Beschreibung                  | Standort                             | Kennzeichnung | Schutzstatus | Datum | Bild           |
| ------------------------- | ----------------------------- | ------------------------------------ | ------------- | ------------ | ----- | -------------- |
| Schloss                   | Erbaut im 16. Jahrhundert     | (Lage)                               | PA78000003    | Inscrit      | 1996  | weitere Bilder |
| Kirche St-Pierre-ès-Liens | Erbaut ab dem 12. Jahrhundert | (Lage)                               | PA00087660    | Inscrit      | 1926  | weitere Bilder |
| Maison La Martinière      | Erbaut von 1880 bis 1897      | 87, rue du Général-de-Gaulle (Lage)  | PA00135373    | Inscrit      | 1995  |                |
| Pavillon d'Artois         | Erbaut im 18. Jahrhundert     | 187, rue du Général-de-Gaulle (Lage) | PA00087661    | Inscrit      | 1945  |                |

## Liste der Objekte
- Monuments historiques (Objekte) in Vaux-sur-Seine in der Base Palissy des französischen Kultusministeriums